# Saint-Éloi, Ain

Saint-Éloi este o comună în departamentul Ain din estul Franței.